# Florentia (römische Stadt)

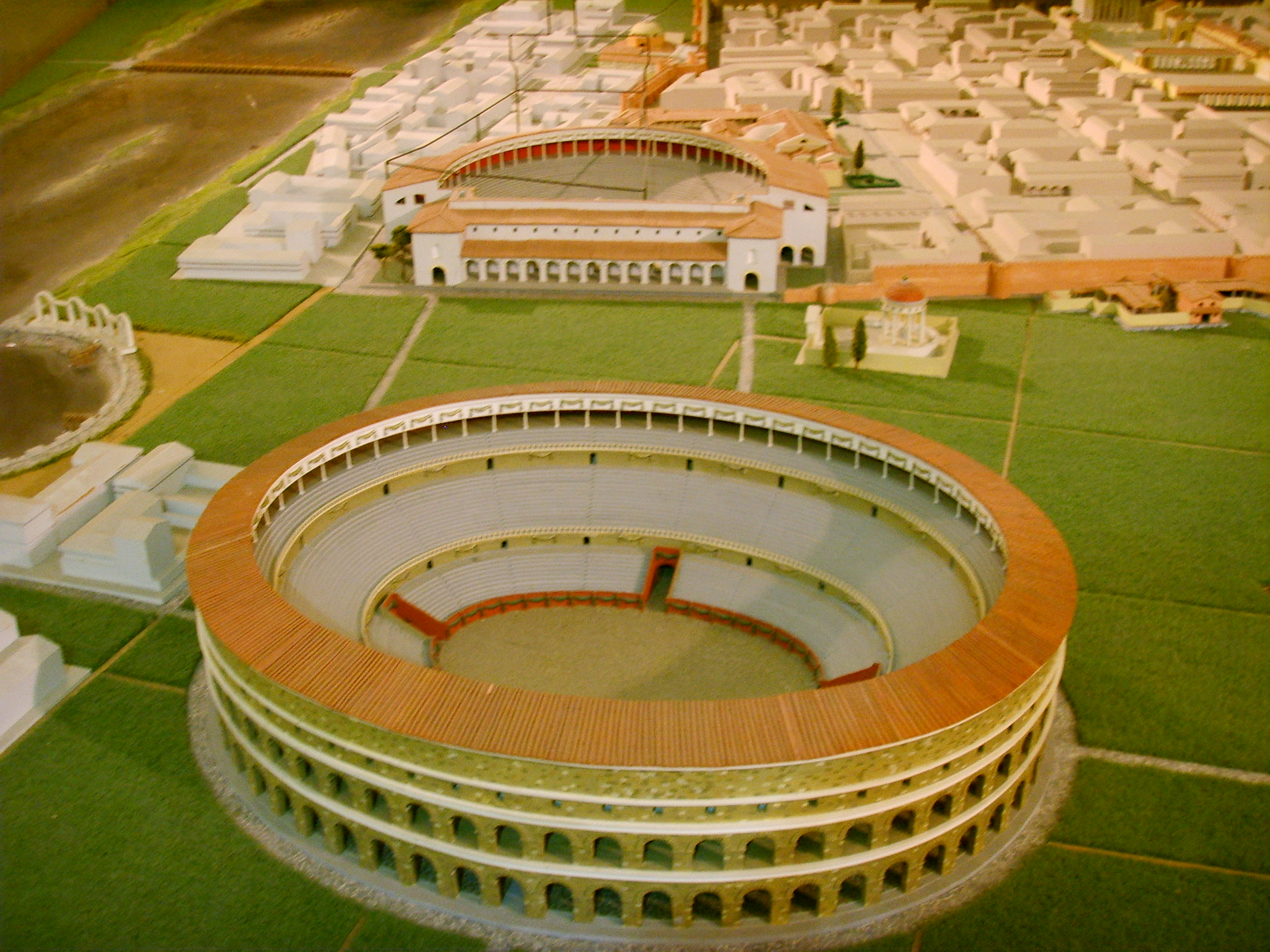
Modell mit Rekonstruktion des römischen Theaters und Amphitheaters von Florentia im Museo di Firenze com’era

Florentia ist der antike lateinische Name der italienischen Stadt Florenz. Auf deren Areal bestand schon eine vorrömische Siedlung, die unter der Herrschaft der Römer besonders seit der von Caesar 59 v. Chr. durchgeführten Umwandlung in eine Veteranen-Kolonie aufblühte. Sie gelangte zu Wohlstand und erlebte im 3. Jahrhundert n. Chr. ihre höchste Blüte. In dieser Zeit ist hier auch der Einzug des Christentums bezeugt. Der ökonomische und demographische Niedergang der Stadt begann im 5. Jahrhundert. In der zweiten Hälfte des 6. Jahrhunderts fiel sie unter die Herrschaft der Langobarden.
Für patriotische, im Spätmittelalter lebende florentinische Chronisten, die seit dem 13. Jahrhundert Werke über die Geschichte ihrer Stadt verfassten, waren die raren Berichte antiker Historiker über die wenig ruhmreiche Vergangenheit von Florenz unerträglich. Vor allem störte sie die Abhängigkeit des antiken Florenz vom in der vorrömischen Zeit mächtigeren Nachbarort Fiesole, der später von Florenz überflügelt wurde. Sie retuschierten daher die antike Stadtgeschichte, um ihr einen glanzvolleren Anstrich zu geben. So bildeten sich Legenden um die Gründung der Stadt.

## Geschichte

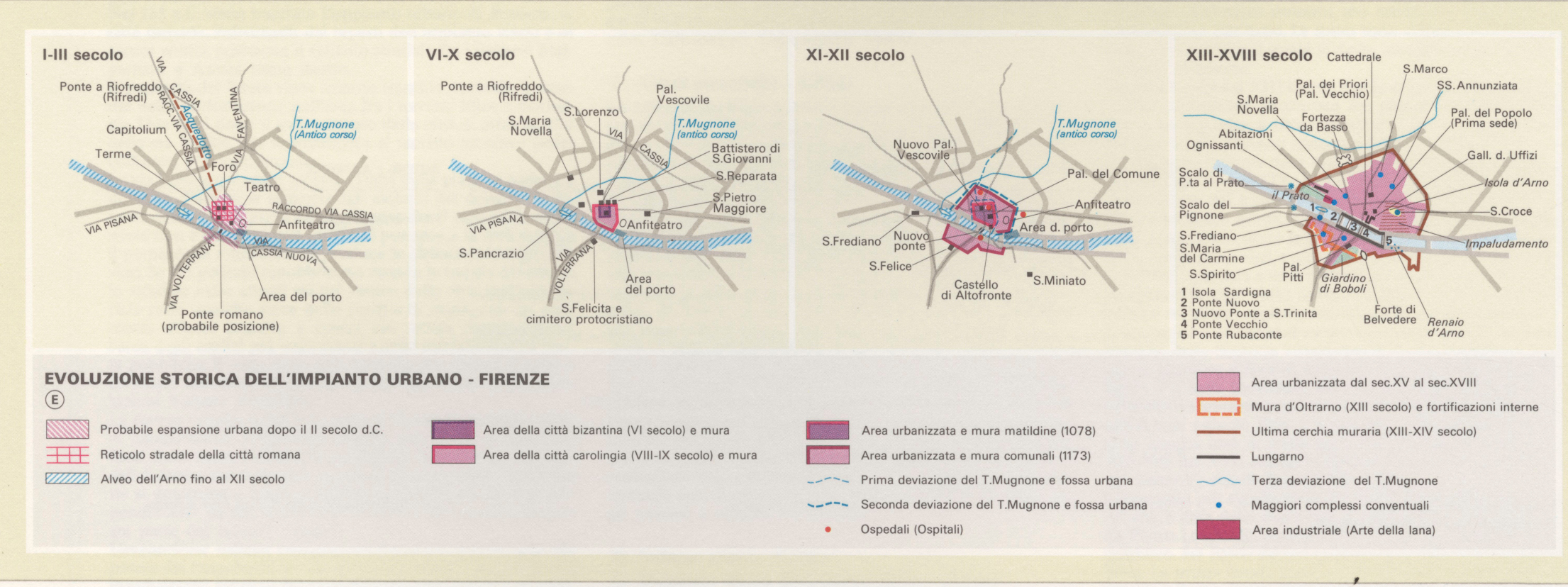
Stadtentwicklung von Florenz

Über die antike Geschichte von Florenz liegen nur spärliche Zeugnisse vor. Zwischen 1892 und 1906 im historischen Stadtzentrum von Florenz entdeckte Gräber belegen, dass auf dem Gebiet der heutigen Stadt seit mindestens dem 8. Jahrhundert v. Chr. eine von der Villanovakultur beeinflusste prähistorische Ansiedlung bestand. Diese lag am rechten Ufer des Arno an der Einmündung des Mugnone unterhalb jener Stelle, an welcher der Arno erstmals aus dem Gebirge in die Ebene fließt. In historisch fassbarer Zeit war Florentia eine Pflanzstadt der etruskischen Metropole Faesulae (heute Fiesole), die sich auf den nördlich davon gelegenen Höhen über der den Überschwemmungen des Arno ausgesetzten Flussebene befand.
Nach dem Vordringen der Römer in das nördliche Etrurien und die Poebene im 3. Jahrhundert v. Chr. wurde ihnen Florentia untertänig. Die Entwicklung des ehemals etruskischen vicus mit nunmehr auch römischen Siedlern wurde durch den laut Titus Livius vom Konsul Gaius Flaminius 187 v. Chr. veranlassten Bau der Straße über den Apennin von Arretium (heute Arezzo) nach Bononia (heute Bologna) begünstigt. Im Bürgerkrieg zwischen den römischen Feldherren Gaius Marius und Sulla stand Florentia auf der Seite des Ersteren und wurde 82 v. Chr. von den Truppen Sullas erobert, der über den Ort die Konfiskation verhängte.

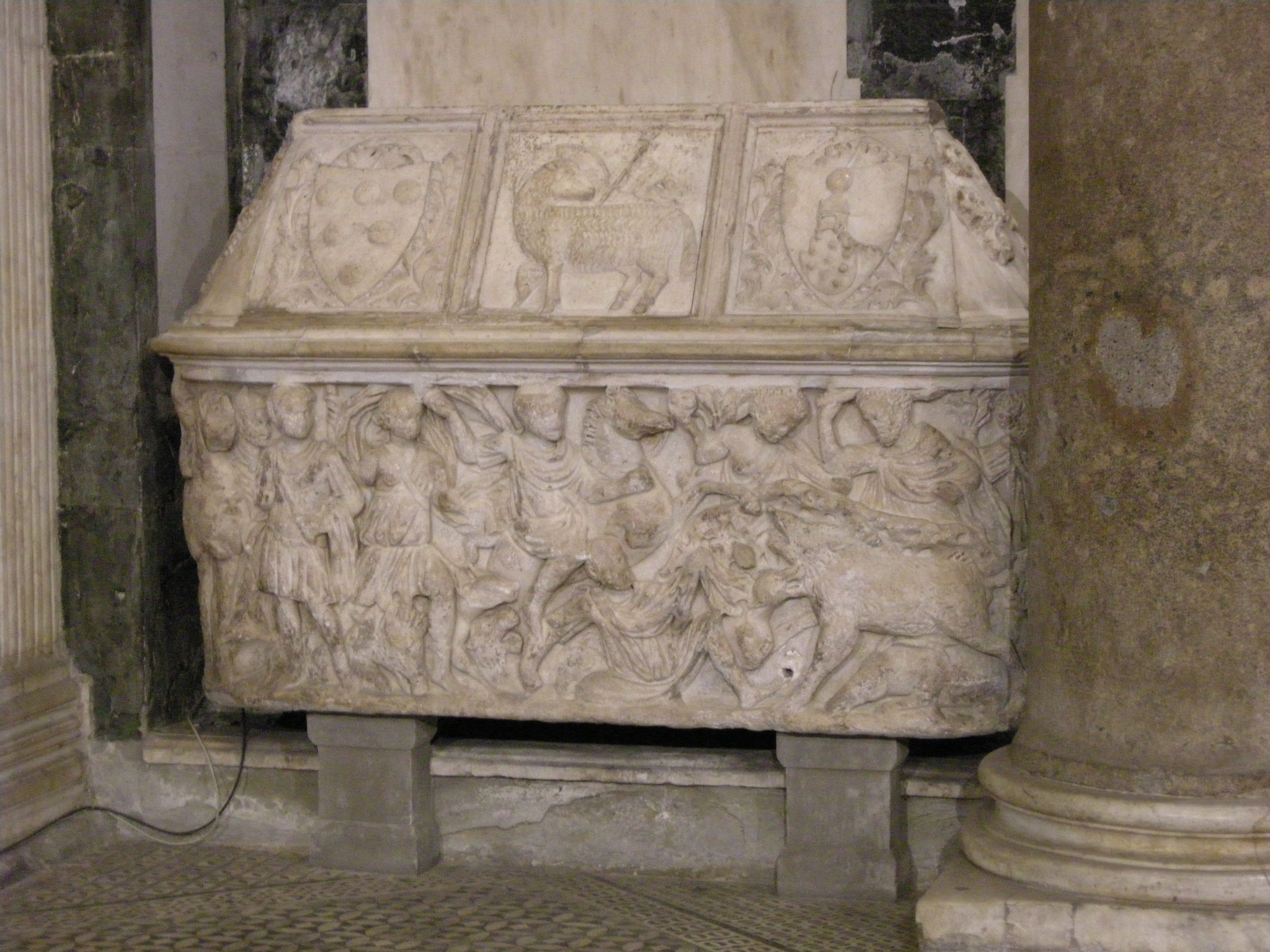
Baptisterium, römischer Sarkophag mit einer Darstellung der Kalydonischen Jagd des Meleagros

Im Zug der Catilinarischen Verschwörung (63 v. Chr.) wurde das Gebiet von Florentia verwüstet. Gemäß dem Vermessungsbefund der Überreste der frühesten Siedlung auf dem Gebiet des heutigen Florenz in den 1950er Jahren gründete Caesar als Verbündeter des Pompeius im Ersten Triumvirat 59 v. Chr. Florentia als römische Veteranen-Kolonie neu. Deren Gebiet war von einer rechteckigen Stadtmauer von zwei Kilometern Umfang umschlossen und wurde von zwei einander kreuzenden Hauptachsen, dem in Nord-Süd-Richtung verlaufenden Cardo und dem sich in West-Ost-Richtung erstreckenden Decumanus, durchzogen. Die verkehrstechnisch vorteilhafte Lage Florentias an der Via Cassia, einer bedeutenden italienischen Fernhandelsstraße, und die dortige Schiffbarkeit des Arno förderten die wirtschaftliche Entwicklung der Kolonie, die insbesondere durch Woll- und Kupferverarbeitung zu Wohlstand gelangte. Ihre Bürger befürchteten 15 n. Chr. eine Steigerung der Wasserführung des Arno durch eine damals geplante Einleitung des Chiana in diesen Fluss und konnten die Durchführung des Projekts durch eine Gesandtschaft an den Senat verhindern. Florentia gehörte zur Tribus Scaptia in der siebten Region.

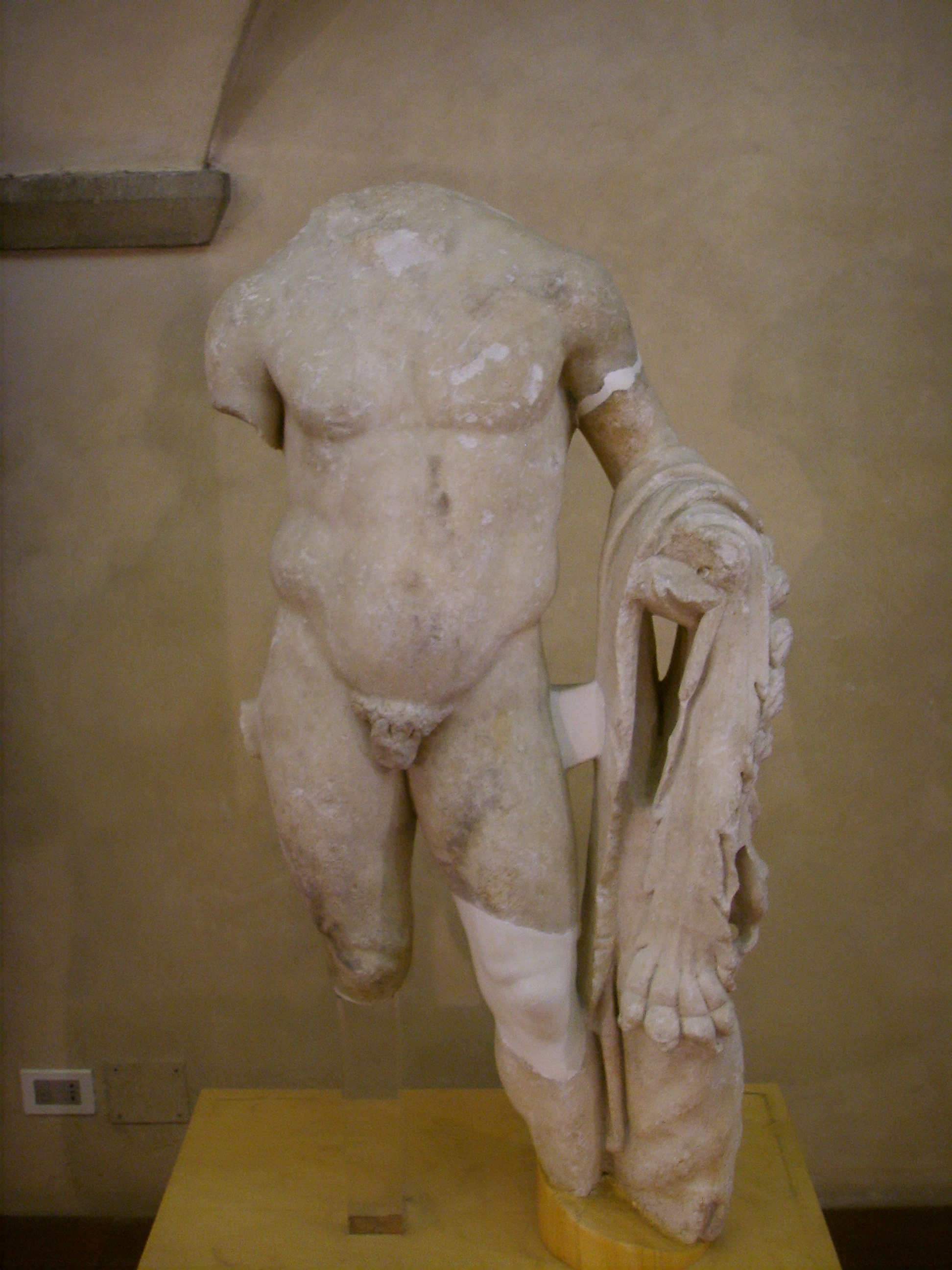
Statue des Herkules, die nahe der Via del Capaccio aufgefunden wurde

Unter Kaiser Hadrian erlebte Florentia einen besonderen Aufschwung; sein Stadtgebiet wurde erweitert. Die höchste Blüte erreichte die antike Stadt im 3. Jahrhundert. Sie vergrößerte ihr urbanes Gebiet gegenüber ihrer einstigen Gründung durch Caesar deutlich und erhielt repräsentative Gebäude wie Tempel, Amphitheater und Thermen. 287 wurde sie zur Hauptstadt der Provinz Tuscia et Umbria der Dioecesis Italiae erhoben. In diesem Jahr setzte der Corrector Italiae der Region Tuscia, Titus Aelius Marcianus, dem Kaiser Diokletian hier eine Ehreninschrift.
Im 3. Jahrhundert finden sich auch erste Spuren des Christentums in Florentia. Hier soll der heilige Minias um 250 unter Kaiser Decius als Märtyrer gestorben sein. Seit dem frühen 4. Jahrhundert ist die Stadt als Bischofssitz bezeugt. 313 nahm der Florentiner Bischof Felix in Rom an dem Konzil gegen die Donatisten teil. Ende des 4. Jahrhunderts gab es in Florentia bereits eine stattliche Christengemeinde. Auf deren Einladung führte der Bischof Ambrosius von Mailand 393 hier die Weihe der Kirche San Lorenzo durch. Seit dem frühen 5. Jahrhundert ist hier der Kult der Heiligen Reparata belegt.
Ein gotisches Heer unter Führung des Radagaisus, das 405/406 Florentia bedrohte, wurde vom Heermeister Stilicho in der Schlacht bei Faesulae vernichtend geschlagen. Allmählich setzte ab dieser Zeit ein Niedergang der Stadt ein. Zunächst verlief für sie der am Ende des 5. Jahrhunderts erfolgte Übergang von der Herrschaft der letzten weströmischen Kaiser zu jener des Ostgotenkönigs Theoderich des Großen ziemlich problemlos. Schwer betroffen war Florentia aber 539 von den Kriegswirren, als ein byzantinisches Heer den Ostgoten das nahe gelegene Faesulae entriss.  Hiermit kam auch Florentia unter byzantinische Kontrolle. Totila versuchte die Stadt im Jahr 542 zurückzuerobern, doch die gotischen Führer gaben die Belagerung trotz des Sieges über ein Entsatzkorps auf. Bald nach 547 wurde Florentia aber von den Ostgoten besetzt und ergab sich 552 dem byzantinischen Feldherrn Narses. Um 570 fiel die Stadt unter die Herrschaft der in Norditalien eingefallenen Langobarden. Es wurde Sitz eines Herzogs (dux), aber kein bedeutendes Machtzentrum.

## Überreste
Zu den entdeckten Überresten des antiken Florentia gehört das mit Marmor gepflasterte Forum mit einem imposanten Tempel des Iuppiter Capitolinus. Ferner wurden die Ruinen eines antiken Heiligtums der Isis, zweier Bäder, eines Theaters und Amphitheaters, zweier frühchristlicher Basiliken sowie zahlreicher Wohnhäuser und Gräber aufgefunden. Ein hervorragender Bau Florentias war auch ein vom Monte Morello her kommendes Aquädukt, dessen Bögen noch im ausgehenden Mittelalter sichtbar waren. Zahlreiche antike Funde aus der Stadt werden im Archäologischen Museum von Florenz aufbewahrt.